# Tossal de la Bagassa
El Tossal de la Bagassa és una muntanya de 555 metres que es troba al municipi de Cervera, a la comarca catalana de la Segarra.